# 高季式
高季式（516年—553年），字子通，高翼的第四子，高、高慎、高昂的弟弟，东魏、北齐渤海郡蓚县（今河北省景县）人。
东魏初年，为济州刺史。自己有部曲一千余人。马八百匹。经常率领私军出去缉盗，战功显著。二哥高慎要叛东魏，他写信通知高欢，高欢待他如旧。武定末年为都督，仪同三司。北齐初年，封乘氏县子。随同潘乐在江淮地区作战。私自做边境贸易，回京被禁闭。被赦免後，豪爽不拘常礼，强留高欢女婿司马消难连夜喝酒，阻碍他上朝。齐文宣帝天保四年，高季式卒。追贈侍中、使持節、都督滄冀州諸軍事、開府儀同三司、冀州刺史，谥号恭穆。

## 家庭

### 父母
- 高翼，北魏抚军将军、定州刺史、乐城文宣侯
- 中山张氏，北魏中坚将军、射声校尉张元宾的姐妹

### 兄弟姐妹
- 高，北魏抚军将军、金紫光禄大夫、司空公、长乐文昭公
- 高慎，西魏侍中、司徒、渤海郡公
- 高昂，东魏平北将军、西南道大都督、侍中、司徒公、永昌忠武王
- 高氏，嫁北魏龙骧将军、卷县县令郑熙

### 子女
- 高潭，北周殄寇将军、益州阳安县县令[1]

## 传記資料
- 《北齐书》卷21 列傳第13
- 《北史》卷31 列傳第19

1. ↑  罗新，叶炜著. . 北京市: 中华书局. 2016.5: 303–306. ISBN 978-7-101-11639-7 （中文（繁體））.